# Marius Iosifescu

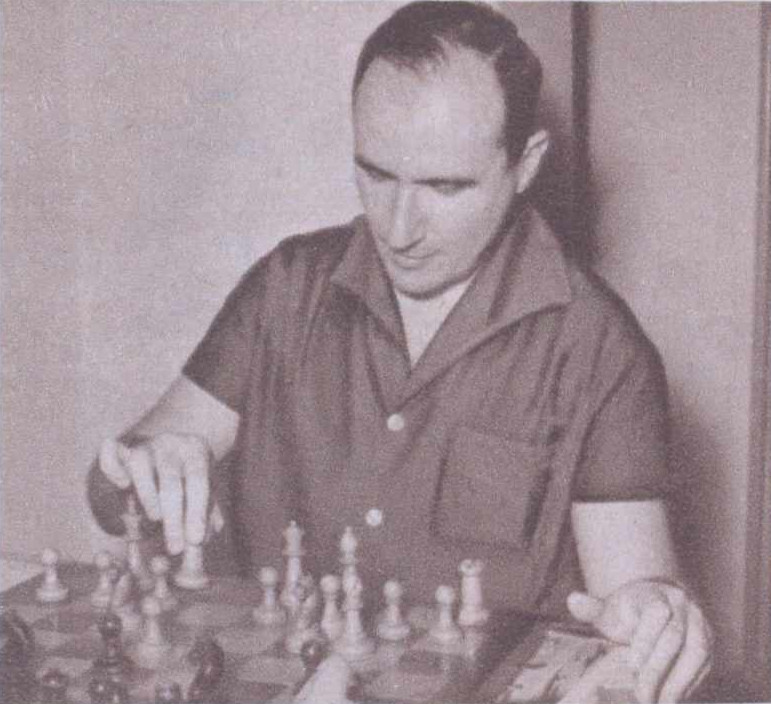
Marius Iosifescu 1966

Marius Iosifescu (* 12. August 1936 in Pitești; † 9. Dezember 2020) war ein rumänischer Mathematiker, der sich mit Wahrscheinlichkeitstheorie, stochastischen Prozessen und reeller Analysis befasste.

## Werdegang
Iosifescu studierte nach dem Abitur 1954 Mathematik an der Universität Bukarest mit dem Diplom 1959 und der Promotion 1963 über Markow-Ketten (Ketten mit vollständigen Verbindungen mit einer beliebigen Anzahl von Zuständen, Rumänisch) und 1969 habilitierte er sich. 1961 wurde er Assistenzprofessor am Polytechnischen Institut in Budapest und ab 1963 forschte er am Institut für Mathematik und Zentrum für Mathematische Statistik der Akademie der Wissenschaften in Bukarest. 1969 wurde er Leiter der Abteilung Wahrscheinlichkeit und Statistik und 1976 der Abteilung Mathematische Statistik. Ab 1990 war er Direktor des Zentrums für Mathematische Statistik.
Er war unter anderem Gastprofessor in Mainz, Frankfurt, Bonn, Duisburg, Melbourne, Lille, Bordeaux und der Universität Paris V.
1993 wurde er Ritter des Ordre des Palmes Académiques. Er war korrespondierendes Mitglied der Rumänischen Akademie der Wissenschaften und Mitglied des International Statistical Institute.
Er war Mitherausgeber von Probability Theory and Related Fields (1972 bis 1989), Biostatistica (1989 bis 1998) und Stochastic Processes and their Applications (1989 bis 1993).

## Schriften
- mit Radu Theodorescu: Random Processes and Learning, Grundlehren der mathematischen Wissenschaften 150, Springer 1969
- mit Petre Tautu:  Stochastic processes and applications in biology and medicine, 2 Bände, Springer und Akademiei (Bukarest) 1973
- mit S. Grigorescu: Dependence with complete connections and its applications, Cambridge University Press 1990
- mit Nikolaos Limnios, Gheorghe Oprişan: Introduction to Stochastic Models, London: Wiley 2010
- mit Cor Kraaikamp: Metrical theory of continued fractions, Kluwer 2002